# Vrba villosa
Vrba villosa är en insektsart som beskrevs av Irena Dworakowska 1997. Vrba villosa ingår i släktet Vrba och familjen dvärgstritar.
Artens utbredningsområde är Madagaskar. Inga underarter finns listade i Catalogue of Life.